# Asti Spumante

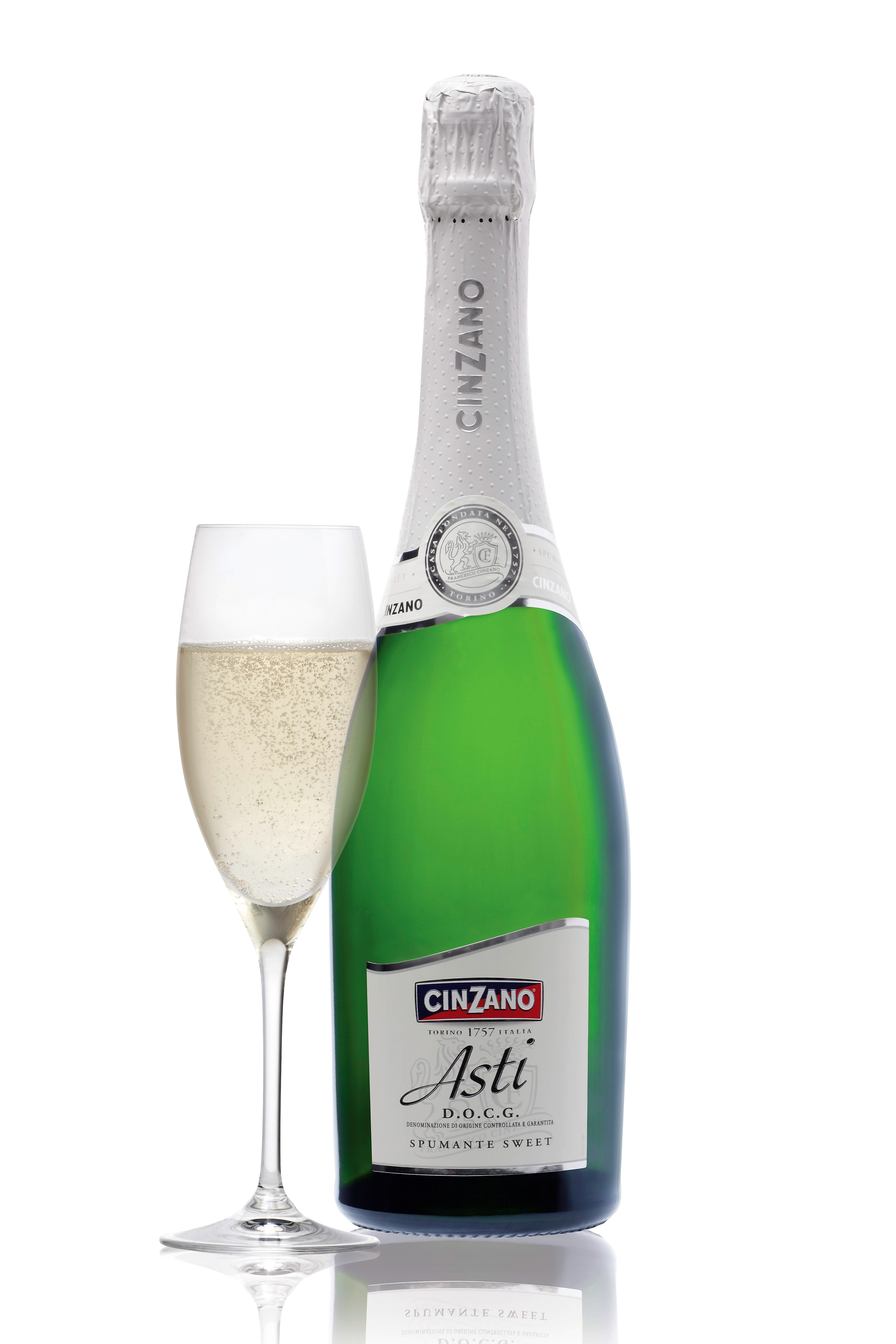
Asti Spumante

Asti Spumante ist ein süßer italienischer DOCG-Schaumwein aus den Provinzen Asti, Cuneo und Alessandria, Piemont. Moscato d’Asti hat den Status einer DOCG, die in der letzten Fassung vom 7. März 2014 datiert. Für die Subzonen Santa Vittoria d’Alba und Strevi gelten besondere Vorschriften im Anhang an dieses Dokument. Seit 2023 verfügt die ehemalige Subzone Canelli über eine eigenständige Herkunftsbezeichnung.  Im Jahr 1865 stellte Carlo Gancia den ersten Asti Spumante her, nachdem er in Reims das Herstellverfahren des Champagner kennengelernt hatte.

## Anbaugebiet

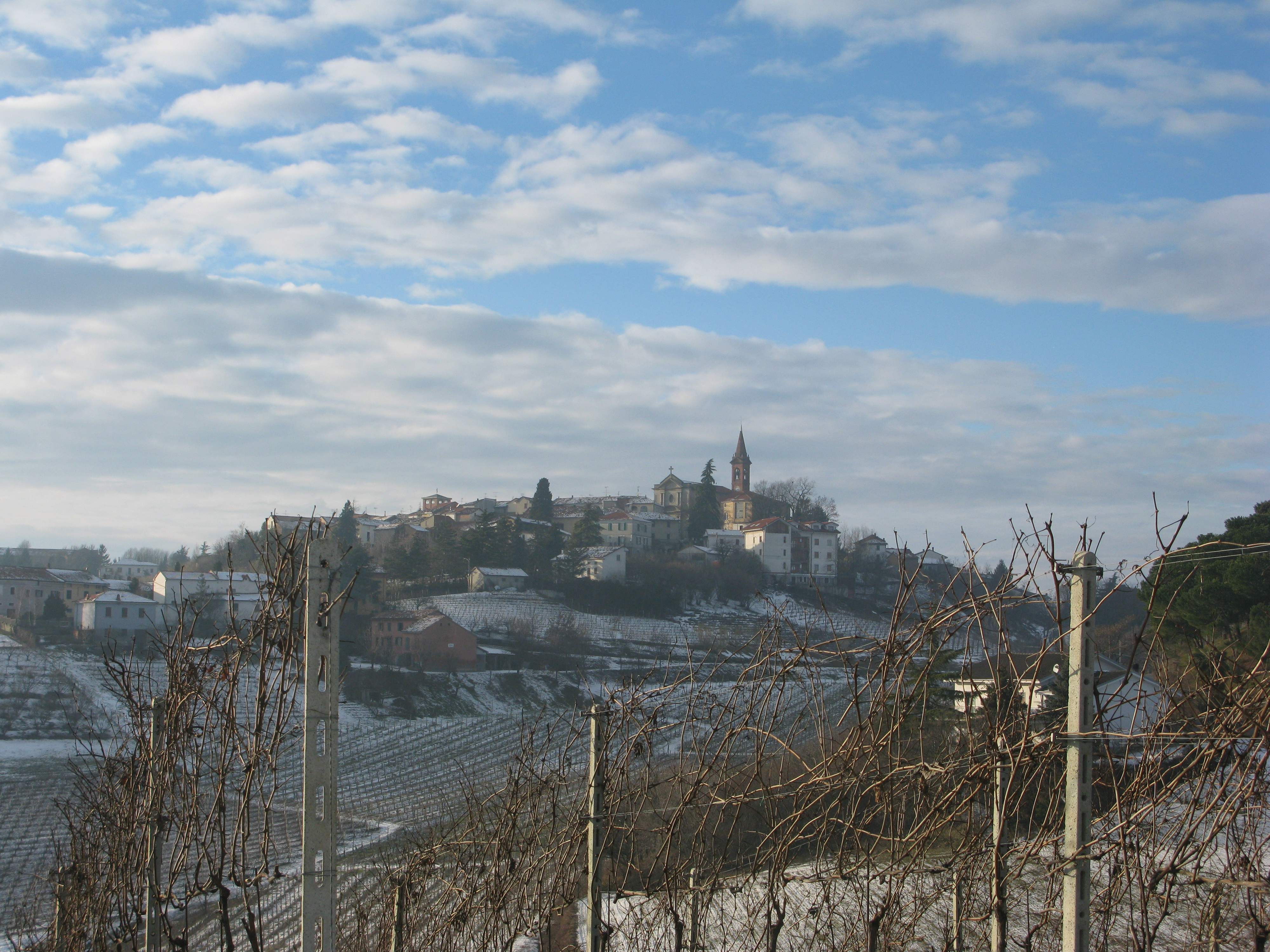
Weinberge in Asti

In den drei genannten Provinzen sind folgende Gemeinden für den Anbau zugelassen:
- In der Provinz Alessandria: Acqui Terme, Alice Bel Colle, Bistagno, Cassine, Grognardo, Ricaldone, Strevi, Terzo und Visone
- In der Provinz Asti: Bubbio, Calamandrana, Calosso, Canelli, Cassinasco, Castagnole delle Lanze, Castel Boglione, Castelletto Molina, Castelnuovo Belbo, Castel Rocchero, Cessole, Coazzolo, Costigliole d’Asti, Fontanile, Incisa Scapaccino, Loazzolo, Maranzana, Mombaruzzo, Monastero Bormida, Montabone, Nizza Monferrato, Quaranti, San Marzano Oliveto, Moasca, Sessame, Vesime, Rocchetta Palafea und San Giorgio Scarampi
- In der Provinz Cuneo: Camo, Castiglione Tinella, Cossano Belbo, Mango, Neive, Neviglie, Rocchetta Belbo, Serralunga d’Alba, S. Stefano Belbo, S. Vittoria d’Alba, Treiso, Trezzo Tinella, Castino, Perletto und die Ortsteile Como und San Rocco Senodelvio von Alba.

## Erzeugung
In dem Weinbaugebiet Asti wurden 2016 von 7770 Hektar Rebfläche 581.811 Hektoliter Wein erzeugt.
Außer dem bekannten „Asti Spumante“ wird auch ein „Asti Spumante Metodo Classico“, also mit klassischer Flaschengärung, erzeugt.
Die Erntebeschränkung liegt bei 10 t Beerenmaterial je Hektar. Die Mostausbeute ist auf 75 % limitiert. Daher ergibt sich ein Hektarhöchstertrag von 75 hl/ha. Die Trauben werden nach dem Pressen einer fraktionierten Gärung sowie einem komplexen Filtrierungsvorgang unterworfen, der die natürliche hohe Süße der noch nicht komplett vergorenen Grundweine erhält. Beim Asti Spumante funktioniert die Unterbrechung der Gärung besonders einfach, da die Hefen aufgrund der kargen Hanglagen, auf denen die Muskateller-Reben wachsen, unter Nährstoffmangel leiden. Insbesondere Stickstoff aber auch Kalium und Phosphorsäure fehlt den Hefen. Durch die Filtration wird den Hefen zusätzlich gebundener Stickstoff entzogen und der Gärungsvorgang kommt zum Erliegen.
Aufgrund der großen Mengen, die heutzutage verkauft werden, verschneidet man die noch restsüßen Grundweine (→ Moscato d’Asti) zu großen Mengen, um ein einheitliches Geschmacksbild zu erzeugen. Nach einer gründlichen Gelatine-Tannin-Schönung und anschließender Filtration erfolgt die Schaumerzeugung nach der Méthode Charmat (auch als Cuve-Close oder rein technologisch als Tankgärverfahren bezeichnet). Bei 18–20 °C setzt sich die unterbrochene Gärung nach Zugabe einer Fülldosage fort und wird durch Einhaltung von niedrigen Temperaturen auf mindestens ein bis zwei Monate gestreckt. Nur dadurch kann sich das empfindliche Muskat-Aroma im Wein erhalten. Beim Erreichen von mindestens 3 bar, meist aber 5 bar wird die Gärung durch Absenkung auf 0 °C abgebrochen. Unter Beibehaltung des Drucks wird der Wein abermals geschönt und während 10–15 Tagen zur Stabilisierung auf −4 °C gekühlt. Nach einer letzten Filtration (oder Zentrifugation) wird der Wein unter Gegendruck auf Flaschen gezogen.

## Beschreibung
Laut Denomination (Auszug):

### Asti Spumante
- Parlage: fein, anhaltend
- Farbe: von strohgelb bis zu blassen Goldtönen
- Geruch: charakteristisch, zart
- Geschmack: aromatisch, charakteristisch, süß, ausgeglichen
- Alkoholgehalt: mindestens 6,0–9,5 Vol.-% (der Wein muss mindestens 11,5 Vol.-% potentiellen Alkoholgehalt haben. Ein Teil des Zuckergehalts wird nicht vergoren und verbleibt als Restsüße im Wein)
- Säuregehalt: min 4,5 g/l
- Trockenextrakt: min. 15 g/l

### Asti Spumante Metodo Classico
- Parlage: fein, anhaltend
- Farbe: von strohgelb bis zu blassen Goldtönen
- Geruch: charakteristisch, stark, zart
- Geschmack: aromatisch, charakteristisch, süß, ausgeglichen
- Alkoholgehalt: mindestens 6,0–8,0 Vol.-% (der Wein muss mindestens 12,0 Vol.-% potentiellen Alkoholgehalt haben. Ein Teil des Zuckergehalts wird nicht vergoren und verbleibt als Restsüße im Wein)
- Säuregehalt: min 6,0 g/l
- Trockenextrakt: min. 17 g/l

### Moscato d’Asti
- Farbe: mehr oder weniger intensives Strohgelb
- Geruch: charakteristisch mit Duft von Moscato
- Geschmack: süß, aromatisch, charakteristisch, bisweilen lebhaft
- Alkoholgehalt: mindestens 11,0 Vol.-%, mit einem Rest von mindestens 4,5–6,5 % potentiellem Alkoholgehalt
- Säuregehalt: mind. 4,5 g/l
- Trockenextrakt: mind. 15,0 g/l

Weiterhin gibt es eine goldgelbe Spätlese: Moscato d’Asti vendemmia tardiva, die mindestens 14 Vol.-% Alkohol aufweisen muss.